# カーヴァ・デ・ティッレーニ
カーヴァ・デ・ティッレーニ（伊: Cava de' Tirreni）は、イタリア共和国カンパニア州サレルノ県にある、人口約53,000人の基礎自治体（コムーネ）。

## 地理

### 位置・広がり

#### 隣接コムーネ
隣接するコムーネは以下の通り。
- バロニッシ
- マイオーリ
- メルカート・サン・セヴェリーノ
- ノチェーラ・スペリオーレ
- ペッレッツァーノ
- ロッカピエモンテ
- サレルノ
- トラモンティ
- ヴィエトリ・スル・マーレ

## 行政

### 分離集落
カーヴァ・デ・ティッレーニには、以下の分離集落（フラツィオーネ）がある。
- Alessia, Annunziata, Arcara, Castagneto, Corpo di Cava, Croce, Dupino, Li Curti, Maddalena, Marini, Passiano, Petrellosa, Pianesi, Pregiato, Rotolo, San Cesareo, San Giuseppe al Pennino, San Giuseppe al Pozzo, San Lorenzo, San Martino, San Nicola, San Pietro a Siepi, Santa Lucia, Santa Maria del Rovo, Sant'Anna, Sant'Arcangelo, Santi Quaranta, Vetranto

## 姉妹都市
- ゴジュフ・ヴィエルコポルスキ、ポーランド
- カウナス、リトアニア
- ピッツフィールド、アメリカ合衆国
- en:Schwerte、ドイツ